# Jerónimo Martins
Jerónimo Martins é um grupo empresarial português de distribuição alimentar e retalho especializado, presente em Portugal, Polónia e Colômbia. Ocupa a 37.ª posição no ranking dos maiores retalhistas mundiais, no estudo anual “Global Powers of Retailing 2024”, da consultora Deloitte.

## História
A empresa foi fundada em 1792 por um jovem galego que abriu uma mercearia no Chiado, em Lisboa.
Entre Fevereiro de 1968 e Novembro de 2013, o grupo foi liderado por Alexandre Soares dos Santos, desde 2012 a segunda pessoa mais rica de Portugal. A 24 de setembro de 2013, foi oficialmente comunicado que renunciava ao cargo por razões pessoais, com efeitos a partir de 1 de novembro de 2013. Desde esse momento que o grupo é liderado pelo seu filho Pedro Soares dos Santos, Chairman e CEO de Jerónimo Martins.
O grupo chegou a ter presença no Brasil ao adquirir em 1997 os Supermercados Sé, porém devidos a resultados financeiros negativos no ano de 2001, a Jerónimo Martins vendeu os Supermercados Sé ao Grupo Pão de Açúcar em julho de 2002 por 143 milhões de euros.
No final de 2024, a Jerónimo Martins empregava 139.907 trabalhadores em todas as geografias. Fechou esse ano com vendas de 33.464 milhões de euros e resultado líquido de 599 milhões de euros.

## Unidades de negócio
Em Portugal, a sua área de actividade primordial são os sectores de retalho e grosso. É líder na distribuição alimentar em Portugal, com as marcas Pingo Doce (líder no canal supermercados) e Recheio (líder no cash & carry). Na área de retalho especializado, detém também a chocolateria Hussel e a rede de cafetarias Jeronymo.
Na Polónia, desde 1997, opera com a insígnia Biedronka, a maior cadeia de retalho alimentar do país que a 31 de dezembro de 2024 detinha 3.730 lojas, e a cadeia de health & beauty Hebe.
Desde 2013 que o grupo opera na Colômbia com a cadeia de lojas de discount Ara. Fechou 2024 com 1.438 lojas.
A Sociedade Francisco Manuel dos Santos, desde 2012 com sede fiscal nos Países Baixos e principal acionista do grupo, criou em 2009 a Fundação Francisco Manuel dos Santos.

## Operações da empresa

### Portugal
- Pingo Doce (distribuição alimentar)
- Recheio (distribuição alimentar)
- Hussel (confeitaria)
- Jeronymo (cafetarias)
- Amanhecer (distribuição alimentar)
- Terra Alegre (produção de leite)
- Best Farmer (produção de carne bovina)
- Seaculture (aquacultura)
- Hey, Vita! (produção de fruta & legumes)

### Colômbia
- Ara (distribuição alimentar)
- Bodega del Canasto (distribuição alimentar)

As primeiras lojas abriram em 13 de Março de 2013 na cidade de Pereira. Em 31 de dezembro de 2024 existiam 1.438 lojas abertas.

### Polónia
- Biedronka (distribuição alimentar)
- Hebe (health & beauty)

## Número de lojas
A 31 de dezembro de 2024, a Jerónimo Martins tinha mais de 6.100 lojas entre supermercados, hipermercados, lojas de health & beauty, lojas de conveniência e Cash & Carries:
| Marcas da Jerónimo Martins | Marcas da Jerónimo Martins    | Marcas da Jerónimo Martins | Marcas da Jerónimo Martins |
| Nome da Marca              | Tipo                          | Quantidade de lojas        | País                       |
| -------------------------- | ----------------------------- | -------------------------- | -------------------------- |
| Biedronka                  | Supermercados tipo discount   | 3.730                      | Polónia                    |
| Pingo Doce                 | Hipermercados e supermercados | 489                        | Portugal                   |
| Ara                        | Supermercados tipo discount   | 1.438                      | Colômbia                   |
| Hebe                       | Lojas de health & beauty      | 381                        | Polónia                    |
| Recheio                    | Cash & Carries                | 43                         | Portugal                   |
| Jeronymo                   | Cafetarias                    | 22                         | Portugal                   |
| Hussel                     | Confeitarias                  | 20                         | Portugal                   |

## Estrutura acionista
Atualizado em 21 de março de 2024
| Entidade                         | N.º de ações | % de capital |
| -------------------------------- | ------------ | ------------ |
| Soc. Francisco Manuel dos Santos | 353.260.814  | 56,14%       |
| Restantes Acionistas             | -            | 43,86%       |

## Protestos
A Jerónimo Martins tem sido alvo de críticas e protestos por parte da Greenpeace. Os protestos devem-se à campanha que a organização está a desenvolver de preservação dos oceanos e das espécies marinhas. A organização acusa a Jerónimo Martins de não ter uma política sustentável de compra de peixe.
A Jerónimo Martins tem vindo a ser criticada pelo facto da sua sede fiscal estar na Holanda, beneficiando assim de um regime atractivo em termos de pagamento de impostos.
Num outro momento, a empresa foi fortemente criticada pelo Sindicato dos Trabalhadores do Comércio, Escritórios e Serviços de Portugal (CESP) por criar um clima de intimidação aos seus trabalhadores promovendo alterações nos horários de trabalho e numerosos processos disciplinares aos trabalhadores que se queixaram. O mesmo sindicato refere que o Pingo Doce é a empresa que mais processos disciplinares abertos tem em Portugal.